# Neoperla signatalis
Neoperla signatalis är en bäcksländeart som beskrevs av Banks 1937. Neoperla signatalis ingår i släktet Neoperla och familjen jättebäcksländor. Inga underarter finns listade i Catalogue of Life.